# Bernd Bickel
Bernd Bickel (* 3. Juni 1982 in Feldkirch) ist ein österreichischer Informatiker und Visual-Effects-Künstler, der 2019 mit einem Oscar für technische Verdienste ausgezeichnet wurde.

## Leben und Karriere
Bickel studierte an der ETH Zürich, wo er 2010 sein PhD-Studium in Computerwissenschaften abschloss. Danach war er bis 2014 bei Disney Research in Zürich tätig und ist seit 2015 beim Institute of Science and Technology Austria (ISTA).

## Auszeichnung
Bickel gewann zusammen mit dem Kanadier Derek Bradley, dem Schweizer Thabo Beeler und dem Deutschen Markus Gross bei der Oscarverleihung 2019 einem Technical Achievement Award für Konzeption, Design und Engineering des Medusa Performance Capture Systems („for the conception, design and engineering of the Medusa Performance Capture System“).

## Publikationen
- Publikationen von Bernd Bickel bei Google Scholar
- Publikationen von Bernd Bickel bei ACM DL. In: dl.acm.org. ACM Digital Library (englisch).